# Кауфман, Марк Матвеевич
Марк Матвеевич Кауфман (1 марта 1932 — 1 ноября 2021) — советский хозяйственный, государственный и политический деятель.

## Биография
Родился в 1932 году в Днепропетровске. Окончил Днепропетровский институт инженеров железнодорожного транспорта (1955).
В 1955—2011 годах:
- 1955—1959 — от мастера до главного инженера завода «Амурлитмаш» в Комсомольске-на-Амуре;
- 1959—1978 — главный инженер, директор Биробиджанского завода силовых трансформаторов;
- 1978—1991 — первый заместитель председателя, председатель исполнительного комитета Совета народных депутатов Еврейской автономной области.

Являлся членом КПСС. Избирался депутатом (от Хабаровского края) Верховного Совета РСФСР IX и XI созывов. Являлся народным депутатом РСФСР и РФ (1989—1993), входил во фракцию «Суверенитет и равенство».
Избирался депутатом Законодательного Собрания Еврейской автономной области III и IV созывов, одновременно являлся председателем его комитета по аграрной политике, вопросам природопользования и экологии.
В 1993 — 2001 годах работал в одном из филиалов коммерческого банка, был представителем Министерства по делам национальностей Российской Федерации в Еврейской автономной области, одновременно возглавлял региональное отделение Ассамблеи народов России в Еврейской автономной области.
Являлся председателем Союза товаропроизводителей Еврейской автономной области.
Награждён орденами «Знак Почёта» и Трудового Красного Знамени, медалями «За доблестный труд. В ознаменование 100-летия со дня рождения В.И. Ленина», «За строительство Байкало-Амурской магистрали», «За отличие в охране государственной границы» и «За заслуги в проведении Всероссийской переписи 2002 года», а также памятным знаком «Российскому парламентаризму – 100 лет» и Почётной грамотой Совета Федерации Федерального Собрания Российской Федерации, знаками отличия «За заслуги в развитии Дальнего Востока» и «За заслуги перед Еврейской автономной областью».
Почетный гражданин Еврейской автономной области (1999).
Умер в Биробиджане на 90-м году жизни 1 ноября 2021 года.